# Travel + Leisure Co.
Travel + Leisure Co. (ehem. Wyndham Destinations Inc, Wyndham Worldwide Corporation und Wyndham Hotels & Resorts, Inc.) ist ein amerikanisches Holdingunternehmen mit Sitz in Orlando, Florida, das im Aktienindex S&P 400 gelistet ist. Im Juli 2006 wurde das Unternehmen vom vorherigen Eigentümer Cendant Corporation abgetrennt. Das Unternehmen betreibt über 8900 Hotels in mehr als 95 Ländern.
Mit Wyndham Exchange & Rentals war Wyndham Worldwide auch im Bereich Ferienhäuser aktiv. Dazu gehört z. B. Novasol. Dieser Geschäftsbereich wurde im Jahr 2018 an Platinum Equity verkauft. Auch zu Wyndham Worldwide gehört die Wyndham Vacation Ownership. Diese betreibt rund 180 sogenannte Timeshare-Objekte. Im Jahr 2018 gliederte Wyndham Worldwide seine Hotelsparte als Wyndham Hotels & Resorts aus und änderte seinen Namen in Wyndham Destinations und 2021 in Travel + Leisure, nachdem es die Marke von der Meredith Corporation, später bekannt als Dotdash Meredith, übernommen hatte. Das Travel + Leisure-Magazin wird unabhängig von Dotdash Meredith im Rahmen eines langfristigen Lizenzvertrags herausgegeben.

## Geschichte
2008 gab das Unternehmen bekannt, dass es für 150 Mio. US-Dollar die Hotelketten Microtel Inn & Suites und Hawthorn von der Hyatt Corporation erwerben möchte. Die Hotelmarke Amerihost Inn wurde eingestellt und die Hotels in Baymont Inn & Suites umbenannt. 2010 gab Wyndham Worldwide die Absicht bekannt, die Hotelmarke Tryp Hotels mit ca. 90 Hotels von Sol Meliá Hotels & Resorts zu kaufen. Diese sollen weiterhin von dieser Hotelkette betrieben werden. 2012 vereinbarten Wyndham Worldwide und Grand City Hotels eine strategische Partnerschaft, 43 Hotels wurden in Marken der Wyndham Hotel Group umbenannt.
Zum 1. März 2012 schloss die Wyndham Hotel Group mit der zweitgrößten Hotelmanagement-Gesellschaft Deutschlands Grand City Hotels eine strategische Partnerschaft über das Rebranding von 43 Hotels mit mehr als 5400 Zimmern.
Im August 2017 kündigte Wyndham Pläne an, seine Hotelsparte als separates börsennotiertes Unternehmen an die Aktionäre auszugliedern und damit zu einem reinen Timesharing-Unternehmen zu werden. Die Ausgliederung von Wyndham Hotels & Resorts erfolgte am 31. Mai 2018, und das, was von Wyndham Worldwide übrig blieb, wurde am selben Tag in Wyndham Destinations umbenannt.

## Wyndham Hotel Group
Zu Wyndham Worldwide gehört unter anderem die Wyndham Hotel Group, die Hotels und Ferienanlagen unter 17 Marken führt. Nach eigenen Angaben besitzt die Unternehmensgruppe rund 8900 Hotels mit mehr als einer halben Million Zimmern und ist damit eine der größten Hotelketten der Welt.
- Baymont Inn & Suites
- Days Inn
- Hawthorn Suites
- Howard Johnson
- Microtel Inn & Suites
- Planet Hollywood (Franchise)
- Ramada Worldwide
- Super 8
- Travelodge
- Tryp Hotels
- Vienna House
- Wingate
- Wyndham Hotels & Resorts inkl. Wyndham Grand Collection und Wyndham Garden